# せさみ☆すとりーと
『せさみ☆すとりーと』は、まつもと泉がスーパージャンプ1989年創刊1号から1992年4号まで連載していた、未完の漫画である。

## 概要
東京都台東区ごま通り(架空の商店街)を舞台に、八百屋の息子で浪人生の青年と、新婚初夜を迎える事なく「未亡人」となってしまった兄の嫁(義姉)との恋愛を縦軸に、様々な人間模様を展開しようとした。
1991年9月に発売された第11号以降休載になり、1992年に番外編を描いたのを最後に描かれなくなり、未完となる。その為、恋愛要素については皆「友達以上恋人未満」の関係のまま終わってしまった。
なお、真の最終話は番外編の「首都高ミッドナイト」で、首都高速道路で作者とその他の漫画家達がレースバトルを繰り広げ、その側を『せさみ☆すとりーと』の登場人物達が乗る車が見届けるという内容だった。

## あらすじ
数年前に妻を交通事故で亡くした不二家昆平にとって、息子の飴丸と新妻・千歳との結婚式を迎えたその日は、最高に幸せな日になった…筈だった。
しかし、その日飴丸は社命でアフリカへ向かう事となり、ガーナ共和国海上空で飛行機が消息を絶ち、行方不明になる。新婚初夜を迎える事なく「未亡人」となってしまった千歳を不憫に思った昆平は、千歳を引き取る事を決意する。
不二家の家族は祖母のあんずを始め、飴丸の弟で浪人生の圭樹を始め、上京して学校へ通いながら店の手伝いをする世話焼き好きな山崎かりん、愛犬ペコと、個性的な家族の触れ合いの中、千歳の心の傷は少しずつ癒されていく。
一浪時に圭樹はテンポロ大学経済学部を受験するも、試験官のミスで不合格となってしまい、昆平と大ゲンカになってしまう。
一度は圭樹も八百屋を継ぐ事を決めかけるが、その後、昆平の計らいで二浪が認められ、圭樹の二浪生活が始まった。
一方で千歳は動産会社の社員・森永真美と知り合い、圭樹が三億円も積まれ誤って角晶不動産の立ち退きにサインした事が発端となり、ごま通り商店街の再開発を巡り一悶着が起きる。
結局、ごま通り商店街再開発は森永がある事を知り、再開発は中止となった。
受験の追い込みに入った筈なのに、かりんの実家がある富山でスキーをした際に怪我をしていまい圭樹は入院。悪い事は続き、今度は受験学部を間違えてしまい、その中で圭樹は江崎千代子と知り合いになる。千代子の機転でN大芸術学部を補欠で合格。圭樹の浪人生活は終わりを告げた。
その後千代子は森永のいる角晶不動産の社長令嬢であることが判明する。
圭樹が大学2回生冬の1992年、映画館の陽炎館の閉館が決まり、昆平は亡き妻を巡り親友だった永吉と別れてしまった過去を思い出す。そんな中、10数年ぶりに永吉と再会。昆平の妻・季菜は既に死去した事を知り、30年ぶりに和解する。
(物語はここで未完終了。)

## 登場人物
不二家 圭樹（ふじや けいき）
本編の主人公で八百屋「不二家」の次男坊。自動車普通免許を取得しており、登場当時は浪人生だった。交通事故で母を亡くし、兄も飛行機事故で行方不明になり、残された兄の嫁で義姉の千歳に心揺れる。
髪が金髪であるが、父・昆平、亡母・季菜、兄・飴丸がそれぞれ黒髪である事から、金髪に染めていることが判る。
江戸っ子堅気の若者で、かりんが誤って季菜の湯呑みを割った時も昆平が勘当するとキレたのに対し「死んだ人間の使っていた道具より、血の通ったオレ達とどっちが大切なんだ!!」と、かりんを庇った。
本人は自覚しているのか分からないが、トラブルを引き起こしたり、巻き込まれたりする体質で、本編ではテンポロ大学経済学部不合格を始め、誤って角晶不動産の立ち退き契約に同意したり、富山のスキーで怪我をしたため大学受験前日まで入院したり、その受験学部を間違える等かなり酷い目にあっている。その反面、二浪の夏に誤解から森永真美と喧嘩するトラブルも引き起こしている。
その後二浪の末、N大学美術学部を補欠で合格し、その2回生冬季時で物語は終わってしまい、圭樹の本命が誰だったかも、遂に分からず終いとなった。
予備校→大学よりバンドの方に力を入れていた。その一方で、第18話では珍しく大学の講義を受ける場面があった。

不二家 千歳（ふじや ちとせ）
本編のヒロインで、不二家2人目の同居人。容姿端麗だが、旧姓は明かされなかった。飴丸と結婚するも飴丸が消息不明となり、当初は実家へ帰るつもりだったが、不二家家の好意で同居することになる。圭樹の義姉にあたり、登場時はJ大学外国学部2回生であった。圭樹は千歳に片想いをしていたが、千歳が圭樹をどう思っていたかは最後まで判らなかった。

不二家 昆平（ふじや こんぺい）
不二家家の亭主で八百屋の店長。妻を交通事故で亡くし、男手一つで飴丸と圭樹を育てたが、飴丸が行方不明となり、息子の嫁である千歳を引き取る事を決意する。
涙脆くて親バカであり、圭樹の二浪を認めるなど、気を利かせている。若い時は陽炎館の切符売り場のアルバイトもしていた。実質的な最終回となった特別編前後編では妻の季菜を巡り別れた親友の永吉と再会・和解する。

ペコ
不二家の飼い犬で、かなりの出不精犬であり、犬小屋を破壊する程である。元ネタは不二家のマスコットキャラクター・ペコちゃんである。

不二家 飴丸（ふじや あめまる）
第1話のみ登場。交際中だった千歳と結婚し、その日にアフリカへ仕事へ向かう途中、航空機が消息を絶ち、生死不明となる。ガリ勉では無かったが、勉強と仕事が出来る人物だった。

不二家 季菜（ふじや きな）
故人。昆平の妻で飴丸と圭樹の母で、本編開始3年前に交通事故で帰らぬ人となった。第1話では遺影で登場。
実質的な最終回となった特別編第24・25話で初めてフルネームと生前の様子が描かれる。

山崎 かりん（やまざき かりん）
富山県出身で、不二家1人目の同居人。東京の高校へ通いながら不二家を手伝っており、周囲から不二家へ嫁がないか?と言われる位である 。
登場時はO大附属高校1年生で、圭樹とは喧嘩をするほど仲が良く、かりんが誤って季菜の湯呑みを割った時も圭樹が庇った程である。
3話と13・14話で実家の富山へ帰省している。
連載版最終回は彼女の主役回で、大学のレポートで人間観察の課題が出たため、圭樹を観察しようとする。
登場当初はやや幼い容姿で髪形もツインテールやポニーテールだったが、大学入学後は年相応の大人っぽい髪形になった。
圭樹とは仲が良かったものの、それ以上の進展は無かった。

名無しの大学生
不二家の元同居人。昆平に追い出されるが、隣の家に拾われる。やたらと酷い目に遭うだけでなく、最後までフルネームが無く気の毒だった。

江崎 千代子（えざき ちよこ）
通称「チョコ」で、後半から登場する圭樹第三の彼女候補。初登場は後半の第15話で、圭樹が受験する予定のN大へ向かうタクシーに同乗した事と、圭樹の受験科目を間違えている事を告げる。N大学芸術学部を受け、機転を効かせ圭樹のキャンバスに落書きをする。その結果、圭樹は補欠合格となる。
実は、角晶不動産の社長の娘であり、縛られる事を嫌い、自由奔放な生き方に憧れている。
未完の影響で恋愛関係も進展しなかった。
森永 真美（もりなが まみ、または、まさみ）
千代子の父が経営する角晶不動産会社に勤める部長。初登場は第9話で、千歳の眼鏡を誤って壊して弁償した事で知り合う。
ごま通り再開発を担当し、圭樹は三億円も積まれ、一度は誤って角晶不動産の立ち退きにサインしてしまう。
紆余曲折を経て、再開発は中止となった。

永吉（えいきち）
実質的な最終回となった特別編前後編の第24・25話に登場。昆平とは旧友であり、季菜に恋をしていたが、季の本心を知り昆平達の元を去った。
陽炎館営業最終日に昆平と再会。昆平の妻・季菜は既に死去した事を知り、30年ぶりに和解する。

## 話数リスト
凡例：
- JCDX：ジャンプコミックスデラックス版
- 文庫：集英社漫画文庫版
- WS：WAVE STADIO版

| 話数 | JCDX  | 文庫  | WS    | サブタイトル                                           | 備考                                 |
| ---- | ----- | ----- | ----- | ------------------------------------------------------ | ------------------------------------ |
| 1    | 第1巻 | 第1巻 | 第1巻 | MOVING・お世話になります                               | 千歳、不二家へ同居                   |
| 2    | 第1巻 | 第1巻 | 第1巻 | GLASSES・たいしたもんだねアニキ                        |                                      |
| 3    | 第1巻 | 第1巻 | 第1巻 | NEW YEAR‘S EYE・早く帰ってこいよな!                    | かりん、富山へ帰省。                 |
| 4    | 第1巻 | 第1巻 | 第1巻 | ROCK’N ROOLER・今夜のことはナイショ!                   |                                      |
| 5    | 第1巻 | 第1巻 | 第1巻 | DICTIONARY・二度と会えない                             |                                      |
| 6    | 第1巻 | 第1巻 | 第1巻 | ACCIDENT・気の毒で言えない                             | 圭樹、テンポロ大学不合格。           |
| 7    | 第1巻 | 第1巻 | 第2巻 | TENPTATION・わたしだってもう大人                       | 圭樹、二浪を認められる。             |
| 8    | 第1巻 | 第1巻 | 第2巻 | CONCERT・飴丸さんのバカ!                               |                                      |
| 9    | 第2巻 | 第1巻 | 第2巻 | CONCERT・サル息子の大チョンボ                          | 森永初登場。不二家立ち退き騒動発生。 |
| 10   | 第2巻 | 第1巻 | 第2巻 | OVERHEAT NAIGHT・今夜はとことん…朝まで…                |                                      |
| 11   | 第2巻 | 第1巻 | 第2巻 | LAST AUTUAM FESUTIVEL NAIGHT・まじいよ圭樹 そこだけは… |                                      |
| 12   | 第2巻 | 第1巻 | 第2巻 | AN UNEXPECTCTED WARD・それは禁じ手の…!                 | 不二家立ち退き騒動決着。             |
| 13   | 第2巻 | 第1巻 | 第3巻 | AND ONE YEAR AFTER・オレを信じろ!                      | 富山編前編                           |
| 14   | 第2巻 | 第2巻 | 第3巻 | NO SIDE ・山崎をよろしく                               | 富山編後編                           |
| 15   | 第2巻 | 第2巻 | 第3巻 | FAINAL CANCE・圭樹の本命!?…                            | 圭樹、怪我で入院。チョコ初登場。     |
| 16   | 第2巻 | 第2巻 | 第3巻 | MARVELOUS WIN・楽しみだね…春から                       | 圭樹、N大美術科に補欠合格。          |
| 17   | 第3巻 | 第2巻 | 第3巻 | MENTAL FITENESS・千歳の春                              |                                      |
| 18   | 第3巻 | 第2巻 | 第3巻 | BEFAUTIFUL SUIMMAR・それぞれの初夏                     |                                      |
| 19   | 第3巻 | 第2巻 | 第3巻 | SHE LOVE NAIGHT・夜行性の女                            | 同話以降隔週連載へ移行。             |
| 20   | 第3巻 | 第2巻 | 第4巻 | SUMMER TIME BLUES・アンタはまだまだ…                   |                                      |
| 21   | 第3巻 | 第2巻 | 第4巻 | VARSIN CONNECT・8月8日の約束                           |                                      |
| 22   | 第3巻 | 第2巻 | 第4巻 | EPILOGUE OF SUMMER・わたしたちの演奏(うた)             |                                      |
| 23   | 第3巻 | 第2巻 | 第4巻 | DESIRE・かりんの「欲望」レポート                       | 連載版最終回                         |
| 24   | 第3巻 | 第2巻 | 第4巻 | LAST SHOW・陽炎座(前編)                                | 特別編前編                           |
| 25   | 第3巻 | 第2巻 | 第4巻 | CLIMAX IN KAGEROUZA・陽炎座(後編)                      | 特別編後編・本編最終回               |
| 26   | 第3巻 | 第2巻 | 第4巻 | 番外編・首都高ミッドナイト                             | 番外編                               |

## 書誌情報
集英社から1990年から1992年に掛けてデラックス版全3巻と2006年2月17日に集英社漫画文庫から文庫版全2巻が、2012年10月12日にWAVE STUDIOから再構成された全4巻がそれぞれ発売された。
集英社初版は通常のジャンプコミックでは無く、大版のデラックス版で発売され、表紙は日本童話のパロディイラストであった。
ジャンプコミックデラックス、全3巻
- vol.1「MOVING・お世話になります」 1990年2月1日発売、表紙イラスト・浦島太郎

ISBN 978-4-0885-8261-0
- vol.2「AN UNEXPECTCTED WARD・それは禁じ手の…!」1990年11月1日発売、表紙イラスト・桃太郎

ISBN 978-4-0885-8262-7
- vol.3「 MARVELOUS WIN・楽しみだね…春から」(最終巻)1992年4月1日発売、表紙イラスト・かぐや姫

ISBN 978-4-0885-8263-4

集英社漫画文庫、全2巻
- 第1巻

ISBN 978-4-0861-8447-2
- 第2巻(最終巻)

ISBN 978-4-0861-8448-9

WAVE STUDIO版、全4巻
- vol.1「MOVING ・お世話になります」

ASIN B009RFM1LU
- vol.2「AN UNEXPECTCTED WARD ・それは禁じ手の…!」

ASIN B009RFM12Y
- vol.3「 MARVELOUS WIN・楽しみだね…春から」

ASIN B009RFM138
- vol.4「LAST SHOW・陽炎座」(最終巻)

ASIN B009RFM15G